# Gerhard von Graevenitz
Gerhard Albrecht von Graevenitz (Schilde, 19 september 1934 - Habkern, 20 augustus 1983) was een Duits beeldend kunstenaar. Hij maakte seriële werken die tot de op-art gerekend worden. Hij experimenteerde vroeg met computergrafiek en maakte ook reliëfs, die tot de kinetische kunst gerekend worden.

## Biografische gegevens
Gerhard von Graevenitz groeide op als jongste kind met drie broers en een tweelingzus in een familie van goede stand. Zijn vader was ambtenaar bij het regionaal bestuur (Landrat) in Brandenburg. Von Graevenitz studeerde economie van 1955 tot 1956 aan de universiteit in Frankfurt am Main en kunst van 1956 tot 1961 aan de kunstacademie in München. Van 1959 tot 1960 was hij uitgever van het tijdschrift nota. In 1962 was hij mede-oprichter van de internationale groep nouvelle tendance. Vanaf 1970 was hij woonachtig en werkzaam in Amsterdam.
De eerste werken van Von Graevenitz in 1959 waren monochrome reliëfs. Vanaf 1960 begon hij bewegende objecten te maken en in 1962 begon hij te experimenteren met computergrafiek. Hij ging series maken van geometrische patronen die hij als prints afdrukte. In 1968 nam hij met drie objecten deel aan de documenta 4 in Kassel.
In zijn werk onderzocht Von Graevenitz de werking van de optische waarneming. De meeste van zijn werken werden als zeefdruk afgedrukt. Het vroege werk thematiseerde verhoudingen van vorm en kleur en van lijn en vlakverdeling. In zijn kinetische objecten onderzocht hij de spanningsvelden tussen structuur en beweging en tussen toeval en wetmatigheid.
Gerhard von Graevenitz overleed op 20 augustus 1983 in Zwitserland als gevolg van een vliegtuigongeluk.

### Familie
Graevenitz is een telg uit het oeradellijke geslacht Von Graevenitz en een zoon van de Pruisische Landrat Dr. Hartwig von Graevenitz, heer van Schilde (1877-1945) en Margarethe Freiin von Feilitzsch (1896-1974), dochter van minister en minister-president Friedrich Freiherr von Feilitzsch (1858-1942). Hij trouwde in 1967 met kunsthistorica en hoogleraar prof. dr. Antje von Graevenitz (1940), met wie hij een dochter en een zoon kreeg; zij en haar kinderen zijn gevestigd in Amsterdam.